# 印度共产主义起义党

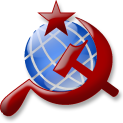
印度共产主义起义党标志

印度共产主义起义党（英語：Communist Ghadar Party of India）是印度的一个共产主义政党。该党成立于1980年12月25日，前身是1970年在加拿大成立的印度斯坦起义党－国外印度马列主义者组织。它的意识形态是共产主义、马克思列宁主义、霍查主义。它的政治立场是极左翼。